# Sindrome di Laron
La sindrome di Laron o nanismo di Laron è una malattia genetica autosomica recessiva caratterizzata dalla mancata risposta dei tessuti alla somatotropina, a causa di una mutazione del recettore dell'ormone. È causa di bassa statura, ma anche di bassa incidenza di diabete e neoplasie.

## Storia
Deve il suo nome al ricercatore israeliano Zvi Laron che, con A. Pertzelan e S. Mannheimer descrisse per primo la malattia nel 1966, dopo una serie di osservazioni iniziate nel 1958.
Dopo la descrizione della resistenza all'ormone della crescita di Laron, i casi gravi di resistenza all'ormone della crescita, caratterizzati da grave compromissione della crescita nonostante i livelli normali di somatotropina nel sangue, sono stati definiti sindrome di Laron.

## Fisiopatologia

La sindrome di Laron ha un pattern di trasmissibilità genetica autosomica recessiva

Le indagini genetiche hanno dimostrato che questa malattia è associata a mutazioni del recettore dell'ormone della crescita. La mutazione causa un difetto di legame dell'ormone con il dominio extracellulare del recettore o un difetto della dimerizzazione dello stesso dopo il legame con l'ormone.
Si possono riscontrare valori ematici eccezionalmente bassi del fattore di crescita insulino-simile IGF-1 e della sua proteina di trasporto, l'IGFBP3.
Una condizione simile di resistenza è stata dimostrata per mutazioni di STAT5B, una molecola coinvolta nella trasduzione del segnale

## Clinica
La manifestazione tipica della sindrome di Laron è la bassa statura (nanismo). I segni clinici mostrano inoltre anche: fronte prominente, attaccatura del naso profonda, mandibola poco sviluppata, obesità androide e micropenia. Sono frequenti le convulsioni dovute a crisi di ipoglicemia. Alcuni genotipi sono caratterizzati da ritardo mentale

## Epidemiologia
La maggior parte dei casi è stata riportata in popolazioni di origine mediorientale, con numerosi pazienti in Israele, Arabia Saudita, Egitto, Iraq e in remoti villaggi dell'Ecuador i cui abitanti hanno radici sefardite.
Nel 2011 è stato riportato che individui affetti da questa sindrome che vivono nei villaggi ecuadoriani risultano resistenti al diabete e al cancro e possiedono qualcosa che li protegge anche dall'invecchiamento. Questo risultato concorda con quelli dei test di laboratorio effettuati sui topi con un gene codificante per il recettore della somatotropina difettivo.

## Trattamento
La somministrazione esogena di ormone della crescita non ha effetti sulla produzione di IGF-1, quindi il trattamento si basa soprattutto sulla somministrazione di IGF-1 sintetico, che deve essere assunto prima della pubertà per risultare efficace.
La somministrazione di mecasermina rinfabato (IPLEX) è stata approvata dalla FDA per il trattamento dei deficit primitivi di IGF-1 e nelle malattie da delezione del gene per l'ormone della crescita. Si tratta di un farmaco ricombinante umano formato da IGF-1 e la sua proteine di trasporto IGFBP-3. Gli effetti collaterali principali di questa terapia sono le crisi ipoglicemiche.

## Homo floresiensis
Recenti pubblicazioni hanno proposto che l'Homo floresiensis rappresenti una popolazione con un'ampia diffusione della sindrome di Laron. Quest'ipotesi tuttavia è stata criticata ed è non confermata.